# Überfall auf die Olive Branch
Überfall auf die Olive Branch ist ein US-amerikanischer Abenteuerfilm aus dem Jahre 1940, der zur Zeit des Britisch-Amerikanischen Krieges spielt. Das Drehbuch basiert auf dem Roman Kapitän Marvin von Kenneth Roberts.

## Handlung
Die Olive Branch ist ein US-amerikanisches Handelsschiff. Unter Kapitän Dorman befindet es sich 1812 auf der Rückreise aus dem Fernen Osten. Als das Schiff von einer englischen Brigg angegriffen wird, ist es Dorman und seinen Seeleuten klar, dass sich die USA mit Großbritannien im Krieg befinden. Lieutenant Strope, der die Brigg befehligt, lässt auf die Olive Branch feuern. Dabei wird Kapitän Dorman getötet.
Dormans Tochter Corunna schwört Rache, doch ihr Freund, der Seemann Dan Marvin, rät zur Vorsicht. Sie verspottet ihn mit dem Spitznamen „Captain Caution“ (dt.: Kapitän Vorsicht). Corunna wird mit der Mannschaft von den Engländern gefangen genommen, das Handelsschiff als Prise mitgeführt. Auf dem Schiff befinden sich weitere Gefangene: Lucien Argandeau, dessen Frau Victorine und der Sklavenhändler Slade. Als die Brigg ihrerseits angegriffen wird, brechen die Gefangenen aus und erlangen die Kontrolle über die Olive Branch zurück. Corunna übernimmt das Kommando und macht Slade zu ihrem Obermaat. Sie will nach Frankreich, um vom dortigen US-Konsul einen Kampfauftrag gegen die Engländer einholen.
In Frankreich angekommen wird Corunna von Slade verraten. Er hat sich mit den Engländern geeinigt, dass die Mannschaft gefangen genommen wird. Im Gegenzug soll er das Schiff erhalten. Als Corunna zum Konsul aufbricht, entern die Engländer das Schiff und segeln mit der Mannschaft davon. Sie trifft auf Slade, der ihr erzählt, Marvin habe sie verraten. Er bringt sie dazu, mit ihm auf der Olive Branch fortzusegeln.
Zur gleichen Zeit planen Marvin und die Seeleute ihre Flucht. Marvin lenkt die englischen Soldaten mit einem vorgetäuschten Boxkampf ab, während seine Leute fliehen und eine Yacht kapern. Marvin kann die Engländer überzeugen, dass er mit der Yacht nach der Olive Branch sucht. Als Marvin die Olive Branch sichtet, feuert Slade auf die unbewaffnete Yacht, womit er Corunna seinen Verrat erkennen lässt. Marvin und seine Männer können die Olive Branch wieder unter ihre Kontrolle bringen und Slade der Justiz ausliefern. Corunna sieht ihr Fehlurteil über Marvin ein und segelt mit ihm nach Hause.

## Kritiken
Das Lexikon des internationalen Films über den Film: „Viel Action und viel Blut in einem soliden, altmodisch verfilmten Seeabenteuer.“

## Auszeichnungen
1941 wurde Elmer Raguse in der Kategorie Bester Ton für den Oscar nominiert.

## Hintergrund
Die US-Premiere fand am 9. August 1940 statt. In Deutschland erschien der Film am 24. März 1951 in den Kinos. In Deutschland wurde er auch unter dem Alternativtitel Piraten gezeigt.